# 김수근 (건축가)
김수근(金壽根, 1931년 2월 20일~1986년 6월 14일)은 대한민국의 건축가이자 교육자, 잡지 발행인이었으며, 예술가들의 후원자이다. 김중업과 함께 대한민국 현대 건축 1세대로, 한국건축사에서 중대한 영향을 끼친 것으로 평가받는다. 그의 다방면에 걸친 한국문화에 대한 후원 및 지원으로, 1977년 미국의 잡지 타임에서, 르네상스 시대의 예술 후원가인 로렌초 데 메디치에 비유되기도 하였다.

## 일생
김수근은 1931년 2월 20일 함경북도 청진 신압동에서 김용환(金龍煥)과 어머니 김우수달 사이에서 장남으로 태어났다. 1938년 청진의 천마소학교에 입학했으나, 한 학기만 다니고 서울의 교동국민학교로 전학하였다. 그 후 경기공립중학교에 진학하여 2학년 때 건축학을 전공한 미국 병사에게서 영어회화를 배웠는데, 그의 영향으로 건축가가 되기로 결심했다.
1950년에 서울대학교 건축공학과에 진학하면서, 당시 서울대학교에 교수로 재직하던 김중업을 처음으로 소개 받는다. 그러나 곧 한국전쟁이 일어나면서 통역관으로 근무 중 휴가로 간 부산에서 탈영, 일본으로 밀항한다. 1954년에 동경예술대학(東京藝術大学) 건축과에 입학하면서 요시무라 준조를 스승으로 만나게 된다. 학교를 다니던 중에 마쓰다·히라다(松田平田) 건축 사무소에서 일하기도 하였다.
그는 1958년 동경예술대학 건축과를 졸업하고, 1960년 도쿄 대학교 대학원에서 석사학위를 받았다. 대학원 재학 당시 인근 연구실에 일본의 건축가 이소자키 아라타(磯崎新)가 있어 친구가 되었다.
1959년에 남산에 건립하려던 한국 국회의사당 건축 설계안 현상 모집에 일등으로 당선되었으나, 1961년 5.16 쿠데타의 발발로 설계안은 백지화되었다.
1960년에 그는 일본인 아내 야지마 미치코(矢島道子)와 함께 한국으로 돌아왔고, 슬하에 세 아이를 낳았다.
1961년 김수근은 자신의 건축사무소인 "김수근 건축연구소"를 세웠고, 이 사무소는 후일 공간 그룹(공간건축사사무소)이 되었다. 사무소 설립과 동시에, 그는 홍익대학교 건축학과에서 학생들을 가르치기 시작하였다.
1966년 건축, 예술 종합지인 월간 《공간(空間)》을 발행하였으며, 1971년 자신의 설계사무소인 "공간사옥"을 건립하였고, 소극장인 '공간 사랑'을 전위극, 무용, 전통, 연희 등 각종 문화 활동의 장소로 개방하였다.
1974년 국민대학교 교수로 초빙된 김수근은 공학계열의 건축학과와 일반계열의 의상학과, 예능계열의 장식미술학과, 생활미술학과를 통합하여 조형학부로 개편했으며, 1979년 국민대학교 조형대학의 초대 학장으로 취임하였다.
5·16 쿠데타의 핵심이었던 김종필과 친분을 쌓으면서 박정희 군사정권과 전두환 군사정권에서 많은 국가적인 프로젝트를 수행하였다. 워커힐, 자유센터와 타워호텔, 세운상가, 여의도 종합개발 계획, 올림픽주경기장, 올림픽 체조·사이클·수영 경기장, 서울지방법원 청사 등이 그것이다.
1976년 그는 김근태가 이근안으로부터 전기고문을 당하고, 박종철이 물고문으로 죽은, 많은 민주투사들에게 고문, 공포의 상징인 '남영동 대공분실'을 설계했다. 그의 제자들은 용도는 알지도 못하고 설계했을 것이고, 실제 건축과정에서 설계가 그대로 반영됐는지도 알 수 없다고 그를 감싸나, 남영동 대공분실에 있던 피해자들과, 한 번이라도 건물을 들어가 봤던 사람이라면 이 주장에 설득력이 떨어진다는 것을 알 수 있다. 창문, 계단, 문, 소품 하나 하나에 이르기까지 고문과 취조에 최적화된 설계로 만들어진 건축물이기 때문이다. 건물 구석구석에 치밀한 디테일을 심은 김수근과 설계팀이 그 공간에서 펼쳐질 끔찍한 상황에 대해 아무런 인식조차 없었을 개연성은 극히 낮고, 그들의 도덕적 판단회로가 ‘간첩 잡는 나랏일’의 위중함 앞에서 작동을 멈춘 것이라는 주장이 있으나 이 또한 일방적인 주장일 뿐 설득력은 떨어진다.
1985년 간암을 진단받고 투병하다 1986년 6월 14일 55세의 나이로 서울대학교 병원에서 간암으로 타계했다.

## 주요 작품
- 자유센터 (1963년): 서울특별시 중구 장충동
- 워커힐 힐탑바 (1963년): 서울특별시 동대문구 광장동
- 국립부여박물관 (1967년): 충청남도 부여군
- 세운상가 (1968년): 서울특별시 종로3가~퇴계로3가
- 타워호텔 (1969년, 현재 반얀트리 클럽 앤 스파 서울): 서울특별시 중구 장충동
- 한국과학기술연구원 본관 (1969년): 서울특별시 성북구
- 1970년 세계 박람회(엑스포) 한국관 (1970년): 일본 오사카부
- 공간사옥 (1971년): 서울특별시 종로구 원서동
- 남영동 대공분실 (1976년) : 서울특별시 용산구 갈월동
- 서울올림픽주경기장 (1977년): 서울특별시 송파구 잠실동
- 주인도 대한민국 대사관 (1977년): 인도 뉴델리
- 국립청주박물관 (1979년): 충청북도 청주시
- 종합문예회관 (1979년, 현재 아르코예술극장): 서울특별시 종로구 마로니에 공원
- 양덕주교좌성당 (1979년): 경상남도 마산시
- 경동교회 (1980년): 서울특별시 중구 장충동
- 경복궁역 (1981년): 서울지하철 3호선 경복궁역
- 주카타르 대한민국 대사관 (1982년): 카타르 도하
- 주한 미국 대사관 (1983년): 서울특별시 종로구 세종로
- 구미문화예술회관 (1983년): 경상북도 구미시 송정동
- 광명시청사 (1983년): 경기도 광명시 철산동
- 국립중앙과학관 (1984년): 대전광역시 유성구
- 국립진주박물관(1984년): 경상남도 진주시 남강로
- 불광동 성당 (1985년): 서울특별시 은평구 불광동
- 벽산빌딩 (1985년): 서울특별시 용산구 동자동

## 같이 보기
- 한국의 건축가 목록